# 戈讷托
戈讷托（法語：Gonnetot，法語發音：[ɡɔnto]）是法国滨海塞纳省的一个市镇，属于迪耶普区。

## 地理
戈讷托（49°45'50"N, 0°53'53"E）面积2.33 平方千米，位于法国诺曼底大区滨海塞纳省，该省份为法国北部沿海省份，其西部及北部濒大西洋英吉利海峡，东起顺时针与索姆省、瓦兹省、厄尔省和卡爾瓦多斯省接壤。
与戈讷托接壤的市镇（或旧市镇、城区）包括：布雷特维尔圣洛朗、萨讷圣瑞斯特、科地区圣洛朗。

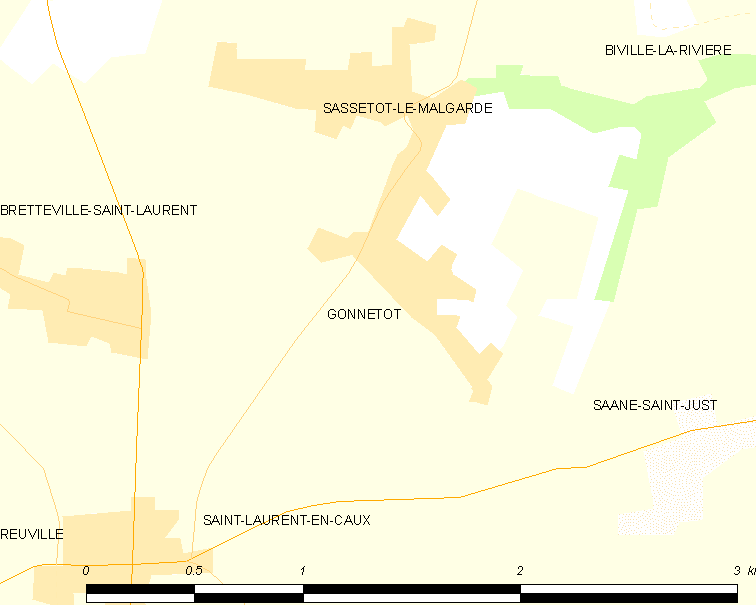
戈讷托的OSM定位图

戈讷托的时区为UTC+01:00、UTC+02:00（夏令时）。

## 行政
戈讷托的邮政编码为76730，INSEE市镇编码为76306。

## 政治
戈讷托所属的省级选区为吕讷赖县。

## 人口

1962-2008年间戈讷托人口变化图示

戈讷托于2022年1月1日时的人口数量为170人。